# Uwe Jonas
Uwe Jonas (* 19. Juni 1966 Hannover) ist ein deutscher Bildhauer und Maler. Von 1991 bis 1997 studierte er an der Akademie der Bildenden Künste München und war Meisterschüler von Jürgen Reipka. Er lebt in München.

## Werk
Jonas arbeitet mit gebrochenen und geschnittenen Segmenten aus Marmor, die er mit Metallgittern zu geometrischen Wandreliefs oder in größerem Format mit Stahlgerüsten zu abstrakten Skulpturen und Installationen verbindet. Kleinere Arbeiten sind aus würfelförmigen Steinen, mittlere aus splitterartigen Segmenten, raumfüllende Skulpturen aus Platten zusammengesetzt, deren Kanten der Künstler gerade schneidet oder unregelmäßig behaut. Außerdem schafft er Bodenskulpturen, bei denen er Marmorsteine zu geometrischen Formen wie Kreisen, Ringen und Sternen auslegt oder zu stereometrischen Gebilden aufschichtet (Mural, 1999; Konus, 1999). Die Arbeiten des Künstlers stehen in der Nachfolge der Konkreten Kunst und der weißen Objekte der Gruppe Zero. Sie erweitern deren Konzepte und Traditionen jedoch um die natürliche Ausstrahlung des Materials und seiner Oberflächenwirkung und die präzise, gleichwohl die Strukturen des Steins berücksichtigende bildhauerische Arbeit. Thematisch beschäftigt sich Jonas mit der Beziehung des sorgfältig gestalteten Einzelteils zur mathematisch strengen Gesamtform seiner Skulpturen und Installationen. In Wandmalereien konfrontiert er unregelmäßige Farbflächen und geometrische Formen.

## Gastaufenthalte und Stipendien

### Gastvorträge
- 2005 Chugye University, Seoul; Hong-Ik University, Seoul
- 2008 National University, Andong/Korea

### Artist in Residence
- 2006 Virginia Center for the Creative Arts, Amherst/USA
- 2008 Silpakorn University, Nakhon Pathom/Thailand
- 2011 Illinois State University, Normal/USA

### Stipendien
- 2001 Atelierförderprogramm der Landeshauptstadt München
- 2004 Erwin-und-Gisela-von-Steiner-Stiftung, München
- 2004 Bayerisches Atelierförderprogramm für Bildende Künstler
- 2009 Golart Stiftung, München
- 2012 Erwin und Gisela von Steiner Stiftung, München

## Ausstellungen

### Einzelausstellungen
- 1999 Himmelfahrtskirche, München

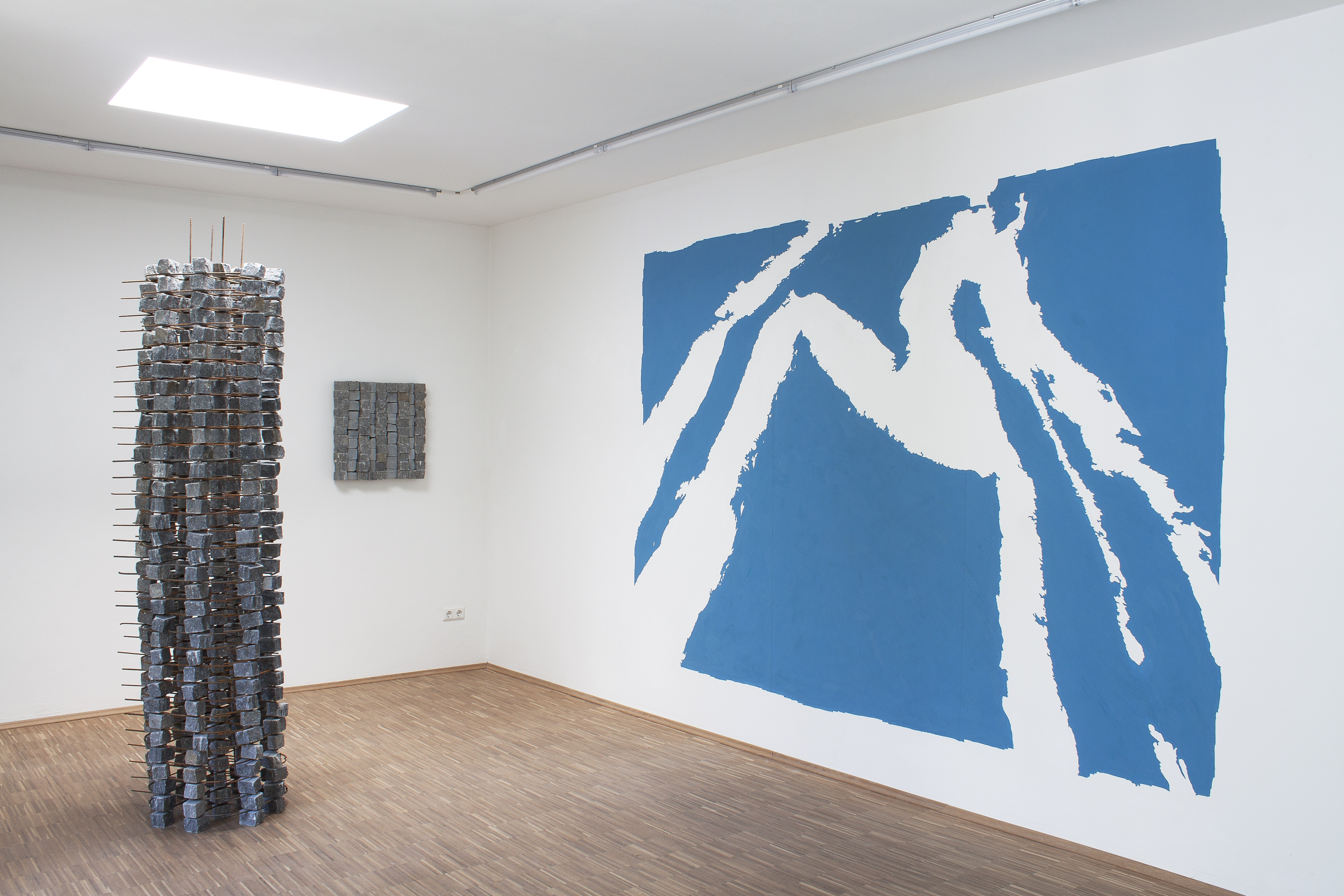
Augenlicht, Apartment der Kunst, München

- 2001 Walter Storms Galerie, München
- 2003 Galerie Jaroslav Pecka, Prag
- 2005 Kwanhoon Gallery, Seoul
- 2005 Kunstverein Friedberg
- 2006 Galerie Renate Bender, München
- 2006 E.on Energie, München
- 2008 Konrin Gallery, Tokio
- 2009 Georg-Meistermann-Museum, Wittlich  (Art. im Trierischer Volksfreund)
- 2009 Galerie Ewald Karl Schrade, Ehingen
- 2011 Illinois State University Gallery, Normal/USA
- 2012 Gowoon Gallery, Changwon/Süd-Korea
- 2013 Apartment der Kunst, München

### Gruppenausstellungen

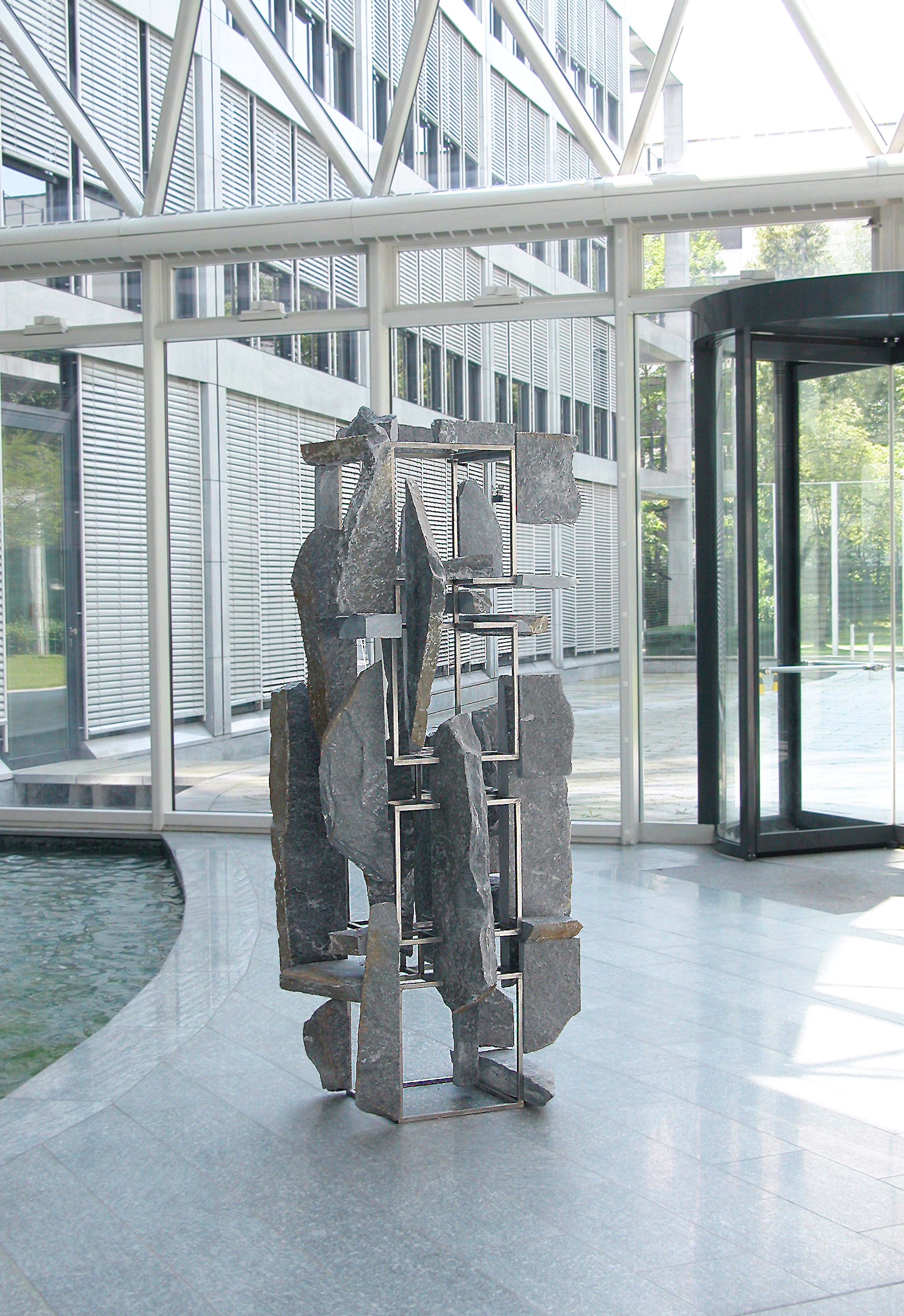
Portal, DAS-Versicherung, München

- 1998, 2002 Jahres-Ausstellung, Kunstverein Rosenheim
- 1999 Große Kunst-Ausstellung, München
- 1999 Stift Witten, Innsbruck
- 2002 Neues Kunsthaus Ahrenshoop (K)
- 2004 Künstlervereinigung, Schloss Dachau (K) /
- 2005, 2006 Kunstverein Aichach
- 2006 Stadtmuseum Deggendorf
- 2007 Kunstverein Plauen
- 2009, 2010 Comparaisons, Grand Palais, (Grand Palais, engl.), Paris
- 2009 Kunstverein Ebersberg
- 2010 Viaduc des Arts, Galerie 89, Paris
- 2010 Konsthallen Fållnäs Gård, Sorunda/Schweden

### Werke in öffentlichen Sammlungen
- D.A.S. Versicherung, München
- E.on Energie, München
- Ehingen/Donau, Rathaus
- Fürstenfeldbruck, Sparkasse
- München, Bayerische Staatsgemäldesammlungen
- Schwandorf, Städtische Kunstsammlungen